# Trường Trung học phổ thông chuyên, Trường Đại học Vinh
Trường Trung học phổ thông chuyên Đại học Vinh, tiền thân là Khối Trung học Phổ Thông Chuyên Toán - Tin của trường Đại học Sư phạm Vinh. Hay còn gọi là "trường Bộ" để nhằm phân biệt với các trường trung học phổ thông trực thuộc Sở Giáo dục và Đào tạo tỉnh Nghệ An, là một trường chuyên công lập chịu sự quản lý trực tiếp của Bộ Giáo dục và Đào tạo tại Vinh, Việt Nam, trực thuộc Trường Đại học Vinh.
Tháng 10 năm 1966, theo quyết định của Thủ tướng Phạm Văn Đồng, lớp chuyên Toán đặc biệt đầu tiên gồm 36 học sinh (tiền thân của Trường THPT Chuyên - Đại học Vinh ngày nay) được khai giảng trên mảnh đất sơ tán Yên Dạ của xã miền núi Thạch Bình, huyện Thạch Thành, tỉnh Thanh Hóa. Sau nhiều lần mở rộng quy mô, Trường hiện là cơ sở đào tạo đa lĩnh vực dành cho các học sinh có năng khiếu về: Toán, Tin Học, Vật Lý, Hóa Học, Sinh học, Ngữ Văn và tiếng Anh .

## Lịch sử phát triển
- Tháng 10/1966: Khai giảng lớp Toán đầu tiên tại xã Thạch Bình, huyện Thạch Thành, tỉnh Thanh Hóa [1][2].
- Năm 1969: Chuyển về xã Quỳnh Nghĩa, huyện Quỳnh Lưu, tỉnh Nghệ An [2].
- Năm 1970: Chuyển về xã Quỳnh Minh, huyện Quỳnh Lưu, tỉnh Nghệ An [2].
- Năm 1971: Chuyển về xã Quỳnh Diễn, huyện Quỳnh Lưu và xã Diễn Trường, huyện Diễn Châu, tỉnh Nghệ An [2].
- Năm 1972: Chuyển về các xã Phú Thành, Hậu Thành, huyện Yên Thành, tỉnh Nghệ An [2].
- Năm 1973: Chuyển về thành phố Vinh (Vị trí hiện nay) [1][2].
- Năm 1989: Mở thêm hệ không chuyên [2].
- Năm 1996: Mở thêm lớp chuyên Tin Học [2].
- Năm 2001: Đón nhận huân chương Lao động hạng Ba [2].
- Năm 2004: Mở thêm lớp chuyên Vật Lý [2].
- Năm 2008: Mở thêm lớp chuyên Hóa Học [3][2].
- Năm 2009: Đổi tên từ Khối Chuyên - Trường Đại Học Vinh thành trường THPT Chuyên Đại Học Vinh và mở thêm lớp chuyên Tiếng Anh [4][5][2].
- Năm 2014: Mở thêm lớp chuyên Sinh Học [6][7][2].
- Năm 2018: Mở thêm lớp chuyên Ngữ Văn.

- Năm 2021: Kỷ niệm 55 năm thành lập trường và Trở thành trường THPT Trọng điểm khu vực Bắc Trung Bộ [8].

## Cơ sở vật chất

### Phòng học
Trường sử dụng hai nhà học là nhà học G - 5 tầng và nhà học Đa Năng - 4 tầng với quy mô trên 40 phòng học.

### Phòng thí nghiệm
Nhà Trường có ba phòng Thí nghiệm: Vật Lý, Hóa Học và Sinh Học. Mỗi phòng thí nghiệm được xây dựng quy mô với những trang thiết bị hiện đại, phục vụ và đáp ứng đầy đủ nhu cầu học tập, nghiên cứu của cán bộ giáo viên và học sinh trong nhà trường .
Ngoài ra, ký túc xá, sân vận động, thư viện của nhà trường không phải xây dựng riêng mà được sử dụng khu ký túc xá, sân vận động, thư viện có quy mô rất lớn của Trường Đại học Vinh.

## Tuyển sinh vào lớp 10 các năm học
Trước năm 2019, đề thi tuyển sinh của trường THPT Chuyên Đại Học Vinh là một đề riêng biệt. Tuy nhiên, do một số tính chất khách quan nên từ kì thi tuyển sinh năm học 2019 - 2020, trường sử dụng chung đề thi các môn chuyên với trường THPT Chuyên Phan Bội Châu (Đề của Sở GD&ĐT Nghệ An) . Hệ Chuyên sẽ tuyển sinh đầu vào bằng cả hình thức sơ tuyển và xét tuyển điểm thi chuyên, còn hệ Chất lượng cao (từ năm 2018 - 2021) sẽ tuyển sinh bằng hình thức xét tuyển học bạ và xét tuyển từ những bạn trượt từ các lớp chuyên.
Từ năm 2022 trở đi, hệ Chất lượng cao tuyển sinh bằng hình thức xét tuyển thẳng các thí sinh đạt giải HSG cấp tỉnh, chứng chỉ IELTS; xét tuyển từ những bạn trượt từ các lớp chuyên và xét tuyển bằng hình thức thi tuyển với 2 bài thi Toán và Tiếng Anh.
Từ năm học 2024 - 2025, trường không còn tuyển sinh lớp 10 hệ Chất lượng cao .
Từ năm học 2025-2026, trường tuyển sinh theo phương thức thi tuyển, trong đó thí sinh tham dự kỳ thi tuyển sinh vào lớp 10 Chuyên - Trường THPT Chuyên Đại học Vinh phải tham gia 4 bài thi gồm: Toán, Ngữ Văn, Tiếng Anh và Môn Chuyên.

## Thành tích

### Các kỳ thi Olympic Quốc Tế
Olympic Toán học Quốc tế SEAMO
- Lê Xuân Hoàng (SEAMO 2020) - Huy chương Vàng

Olympic Toán học Quốc tế
- Lê Ngọc Chuyên (IMO 1976) - Huy chương Đồng

- Nguyễn Tuấn Hùng (IMO 1978) - Huy chương Đồng

- Mai Thanh Hoàng (IMO 2002) - Huy chương Đồng

- Phạm Thái Khánh Hiệp (IMO 2002) - Huy chương Đồng

- Lê Hồng Quý (IMO 2006) - Huy chương Đồng

- Dương Trọng Hoàng (IMO 2008) - Huy chương Đồng

- Đinh Lê Công (IMO 2013) - Huy chương Bạc

#### Olympic Toán học châu Á Thái Bình Dương
- Nguyễn Trí Dũng (APMO 1997) - Huy chương Bạc

- Nguyễn Xuân Tương (APMO 1998) - Huy chương Bạc

- Ngô Anh Tuấn (APMO 1999) - Huy chương Bạc

- Trần Đức Sơn (APMO 2000) - Huy chương Bạc

- Phan Đăng Khoa (APMO 2001) - Huy chương Bạc

#### Olympic Vật lý Quốc tế
- Đậu Hải Sơn (IPhyO 1980)

### Kì thi học sinh giỏi quốc gia
Là một trường chuyên cấp quốc gia, các đội tuyển của Chuyên Đại Học Vinh được tham dự trực tiếp kì thi học sinh giỏi quốc gia mà không phải tham gia các kỳ thi cấp tỉnh và thành phố. Tính đến nay đã có 455 học sinh giỏi Quốc gia, nhiều học sinh đạt giải Báo Toán học và Tuổi trẻ, Vật lý và Tuổi trẻ. Chất lượng của trường luôn được đảm bảo lẫn đầu vào và đầu ra, khẳng định vị thế và vai trò của trường chuyên trong thời kì mới.

### Kỳ thi chọn học sinh giỏi cấp tỉnh
Theo quy định của Sở Giáo dục và Đào tạo Nghệ An, 2 trường chuyên trên địa bàn tỉnh được phép cử không giới hạn số lượng thí sinh tham dự kỳ thi chọn học sinh giỏi cấp tính, do đó, từ trước đến nay, trường THPT Chuyên Đại Học Vinh đã tích lũy trên 1000 học sinh giỏi cấp tỉnh với trung bình hằng năm có khoảng 90 em đạt giải.

### Các giải thưởng quốc gia khác
- Olympic Duyên hải và Đồng bằng Bắc bộ(Từ 2018 - nay): 40 giải

- Olympic Toán toàn quốc: 8 giải
- Cuộc thi Khoa học Kỹ Thuật cấp Quốc Gia: 3 giải Triển Vọng, 1 Giải Ba

- Kỳ thi Tin học trẻ toàn quốc: 10 giải

- Kỳ thi HSG báo Toán học và tuổi trẻ: 726 giải

- Kỳ thi Olympic Toán học học sinh, sinh viên toàn quốc: Gần 30 giải

### Tuyển sinh vào đại học
Tỉ lệ thi đậu vào Đại học hàng năm của trường đều đạt 100% và luôn có những học sinh đạt điểm Thủ khoa hay thuộc nhóm những học sinh có điểm thi cao nhất cả nước .
Từ năm 2011 đến năm 2014, Nhà trường đã dần cải thiện vị trí của mình trên BXH kết quả thi của 2700 trường THPT trên cả nước (trong đó có 77 trường THPT Chuyên). Năm 2014, Trường THPT Chuyên Đại học Vinh có thứ hạng là 20 trong danh sách những trường THPT tốt nhất cả nước .

## Sự việc liên quan

### Năm 2023
Ngày 17 tháng 4 năm 2023, nhà trường xác nhận nữ sinh N.T.Y.N, trường THPT chuyên Đại học Vinh (Nghệ An), tự tử tại nhà riêng tối 15/4. Sau đó, trên mạng xã hội lan truyền thông tin nữ sinh tự tử do bị đánh, bị ngược đãi và bị áp đảo tâm lý, kèm theo đó là clip học sinh đánh nhau. Mặc dù nhà nhà trường đã lên tiếng phủ nhận thông tin trên, nhưng nhiều người đã vào fanpage trên Facebook của nhà trường và thả ‘phẫn nộ’ khiến fanpage đã phải tạm khóa một thời gian. Hiệu trưởng cùng các giáo viên cũng liên tục nhận được các cuộc gọi đe dọa, khủng bố tinh thần.
Một số người sau đó đã bị triệu tập lên công an vì phát tán thông tin vụ việc mà không được kiểm chứng.
Nguyên nhân của vụ việc vẫn chưa được làm rõ. Tuy nhiên, gia đình nạn nhân cho biết nữ sinh bị bạn bè cô lập, thậm chí bị các bạn dọa đánh. Ngay trước thời điểm xảy ra vụ việc, học sinh đã nộp đơn xin chuyển lớp nhưng chưa được thông qua do vướng mắc trong chương trình học mới.